# Су-25УТГ
Су-25УТГ — учебно-тренировочный самолёт на базе учебно-боевого штурмовика Су-25УБ; отличается от него отсутствием прицельного оборудования, блоков системы управления оружием, пушечной установки с пушкой, балочных держателей и пилонов, бронеэкранов двигателей, радиостанции связи с сухопутными войсками, блоков и элементов системы обороны.

## История создания
В середине 1980-х годов завершалась постройка авианесущего крейсера проекта 1143.5 «Тбилиси» (Позднее переименован в «Адмирал Кузнецов»), и ВВС ВМФ СССР потребовался самолёт для обучения взлёту и посадке на палубу.
В 1984 году была осуществлена программа испытаний Т8-4 (один из прототипов Су-25) по взлёту с трамплина на комплексе НИТКА в городе Саки, из чего последовало решение о том, что ОКБ Сухого будет разрабатывать проект палубного учебно-тренировочного самолёта, получившее обозначение «Т-8-УТГ». Основа конструкции Т-8-УТГ была позаимствована с двухместного штурмовика Су-25УБ, при этом также учитывался опыт разработки гражданского учебно-тренировочного самолёта Су-28, (также на базе Су-25УБ).
Первый летающий образец был собран в начале 1988 года на авиазаводе в Улан-Удэ, он являлся переоборудованным из серийного Су-25УБ. Позже в марте он был своим ходом перебазирован в ЛИС ОКБ, где на него установили посадочный гак и произвели тарировку КЗА. В сентябре он был облётан лётчиком-испытателем Игорем Вотинцевым, а через месяц его перегнали в город Саки, где началась отработка программы по посадке на палубу с зацепом за трос аэрофинишёра на комплексе НИТКА. 1 ноября 1989 года лётчики-испытатели Игорь Вотинцев и Александр Крутов впервые совершили на Т-8-УТГ посадку на палубу ТАКР «Тбилиси». Программа испытаний на «Тбилиси» была продолжена в 1991 году и завершена в 1992 году в Североморске, куда был перебазирован корабль.
В 1990-1991 годах в Улан-Удэ была выпущена серия из 12 самолётов Су-25УТГ. 10 самолётов поступили в город Саки. Затем 5 из них были переданы на Северный флот в состав 279 полка. Они используются лётчиками Су-33 для тренировок. Из 5 украинских 3 позже были переданы России в обмен на Су-25УБ.

## Лётно-технические характеристики

### Технические характеристики
- Экипаж: 2 человека
- Длина: 15,53 м (с ПВД)
- Размах крыла: 14,36 м
- Высота: 5,2 м
- Площадь крыла: 30,1 м²
- Масса пустого: 9700 кг
- Масса нормальная взлётная: 12 750 кг
- Масса максимальная взлетная: 17 600 кг
- Масса нормальная посадочная: 11050 кг
- Масса топлива: 2850 кг + 4×800 л ПТБ
- Двигатели: 2×ТРД Р-95Ш
- Тяга: 2×4100 кгс

### Лётные характеристики
- Максимальная скорость: 1000 км/ч
- Крейсерская скорость: 750 км/ч
- Посадочная скорость: 210 км/ч
- Перегоночная дальность: 560 км
- Перегоночная дальность: 1850 км (с ПТБ)
- Практический потолок: 7000 м
- Скороподъёмность: 60 м/с
- Длина разбега: 450 м
- Длина разбега, с трамплином: 150—200 м
- Длина пробега: 500 м
- Длина пробега, с аэрофинишёром: 90 м
- Максимальная эксплуатационная перегрузка: 6,5 G

## На вооружении

### Состоит на вооружении
Россия — 5 Су-25УТГ в 279-м отдельном корабельном истребительном авиационном полку авиации Северного флота (аэродром Североморск-3), по состоянию на 2016 год.

### Состоял на вооружении
СССР — состоял на вооружении вплоть до распада страны в 1991 году.
 Украина — после распада СССР пять Су-25УТГ (б/н: 60, 61, 62, 63 и 64) достались Украине. В 1992—1993 годах украинские Су-25УТГ были переданы в 299-й корабельный штурмовой авиаполк. В 1994 году три украинских Су-25УТГ обменяли на российские Су-25УБ из 279-й корабельного истребительного авиаполка. Последние два украинских Су-25УТГ были проданы КНР (2007 год) и США через Эстонию (2011 год).